# Ulica Okólna w Łodzi
Ulica Okólna w Łodzi – jedna z najdłuższych łódzkich ulic (ok. 9,4 km) usytuowana na niezurbanizowanym obszarze miasta (na terenie osiedli administracyjnych: Dolina Łódki – na Widzewie, oraz Wzniesień Łódzkich i Łagiewniki – na Bałutach), licząca 258 numerów i krzyżująca się z 23 ulicami, o statusie drogi powiatowej i krajowej.

## Przebieg
Na początkowym, ok. 2 km odcinku (do skrzyżowania z ul. Bursztynową), Okólna posiada bardzo nierówną nawierzchnię (częściowo w ogóle nieutwardzoną oraz kamienistą) i w praktyce jest drogą lokalną bez większego znaczenia dla transportu. Dalej jest już pokryta utwardzoną nawierzchnią bitumiczną. Od skrzyżowania  z ul. Strykowską stanowi alternatywę dla podróżujących do Łagiewnik i Zgierza wobec ruchliwej ul. Łagiewnickiej oraz, mającej na znacznym odcinku zakaz dla indywidualnego ruchu samochodowego, ul. Wycieczkowej.
Na odcinku stanowiącym fragment drogi krajowej nr 71 ulica ta posiada tylko numery parzyste – granica miasta jest bowiem usytuowana na skraju tej drogi. Jednak zabudowania występujące po północnej stronie ulicy posiadają adresy z nazwą ulica Okólna, ale znajdują się one nie w Łodzi, lecz w miejscowości Łagiewniki Nowe.

## Komunikacja miejska
Od ulicy Żółwiowej do granicy ze Zgierzem ulicą Okólną kursują  autobusy komunikacji łódzkiej i zgierskiej.
Przy Okólnej zlokalizowane są dwie pętle autobusowe: Łagiewniki (pomiędzy Wycieczkową a Przyklasztorze) oraz Modrzew (przy Żółwiowej). Oprócz tych miejsc, przystanki znajdują się również przy ulicach Serwituty, Łagiewnickiej, Antycznej (tylko w kier. Strykowskiej), Secesyjnej oraz przy posesji nr 244. 

## Otoczenie
Przy ul. Okólnej znajdują się:
- Wojewódzki Zespół Zakładów Opieki Zdrowotnej Centrum Leczenia Chorób Płuc i Rehabilitacji
- Szkoła Podstawowa nr 61
- Klasztor i Wyższe Seminarium Duchowne oo. Franciszkanów w Łagiewnikach